# Johann I. (Teschen-Auschwitz)

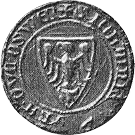
Siegel des Johanns I.

Johann I. von Auschwitz (polnisch Jan I Scholastyk; tschechisch Jan I. Osvětimský, * 1308/1310; † 1372) war von 1321/24 bis zu seinem Tod Herzog von Auschwitz.

## Herkunft und Leben
Johann entstammte dem Teschener Zweig der Schlesischen Piasten. Seine Eltern waren Herzog Wladislaus und Euphrosyne († 1327), eine Tochter des Herzogs Bolesław II. von Masowien.
Seiner Ehe mit einer Frau, deren Namen und Herkunft nicht bekannt sind, entstammte ein Sohn:
- Johann II. († 1376); ⚭ um 1366 Hedwig († 1386/1396), Tochter des Brieger Herzogs Ludwig I. († 1398)

Nach dem Tod seiner ersten Frau, deren Sterbejahr unbekannt ist, vermählte sich Johann nach 1358 in zweiter Ehe mit Salome von Reuß († 1400); diese Ehe blieb kinderlos.
Da Johann beim Tod des Vaters 1314/15 noch nicht volljährig war, stand er zunächst unter der Vormundschaft seiner Mutter, die auch die Regentschaft über das Herzogtum Auschwitz ausübte. Obwohl er der einzige Sohn war und ihm die Herzogsnachfolge zustand, wandte er sich zunächst dem geistlichen Stand zu. 1321 erhielt er eine Scholastikerstelle in Krakau, weshalb er manchmal mit dem Beinamen „der Scholastiker“ bezeichnet wird.
Vor 1327 übernahm er die Regierung seines Herzogtums. Am 24. Februar 1327 huldigte er in Beuthen zusammen mit dem Herzog Lestko von Ratibor dem böhmischen König Johann von Luxemburg, dem er zugleich das Herzogtum Auschwitz als ein Lehen übergab. Dadurch wurde er Vasall der Krone Böhmen.
Nach dem Tod des kinderlosen Herzogs Boleslaus von Beuthen und Cosel 1355 meldeten Johann I. von Teschen-Auschwitz sowie die drei anderen Vertreter der Oppelner Hauptlinie (Kasimir I. von Teschen, Bolko II. von Oppeln und Bolko I. von Falkenberg) Erbansprüche auf das Coseler-Beuthener Erbe an, das als erledigtes Lehen von böhmischen König Karl IV. eingezogen worden war. Auch Konrad I. († 1366) von Oels, der seit 1328/29 mit Euphemia († 1376/78), einer Tochter des Herzogs Wladislaus von Beuthen und Cosel verheiratet war, meldete Ansprüche an. Am 10. Oktober 1355 sprach ein Prager Schiedsgericht unter dem Vorsitz des Landesherrn Karl IV., an dem auch Johann I. von Auschwitz teilnahm, das Herzogtum Cosel dem Oelser Herzog Konrad I. zu. Der Erbstreit um das Herzogtum Beuthen wurde erst 1369 beigelegt. Johann I. von Teschen-Auschwitz, Bolko II. von Oppeln und Bolko I. von Falkenberg konnten ihre Ansprüche jedoch nicht durchsetzen und gingen leer aus.
Johann I starb in 1372. Sein Leichnam wurde in der Kirche des Dominikanerklosters von Auschwitz beigesetzt.